# 행주 (래퍼)
윤형준(尹亨準，1986년 12월 10일 ~ )은 예명 행주(Hangzoo)로 잘 알려진 리듬파워의 멤버이자 래퍼이다. 2017년, Mnet 《Show Me The Money 6》에 참가하여 우승하였다. 그리고 《고등래퍼2》에서 행주 보이비 팀으로 최종 4등 윤진영 2등       이로한 《고등래퍼3》에서 최종 4등 이진우                     2등 강민수가 되면서 2년 연속 4등과 2등을           만든 팀이 되었다.

## 학력
- 동인천중학교
- 인하대학교 사범대학 부속고등학교
- 용인대학교 유도학과

## 출연작

### 방송
- 2017년 Mnet 《Show Me The Money 6》 - 참가자 (우승)
- 2018년 Mnet 《고등래퍼 2》 - 심사위원 (행주 보이비 팀 이로한 준우승)
- 2019년 Mnet 《고등래퍼 3》 - 심사위원 (행주 보이비 팀 강민수 준우승)
- 2019년 MBC 《복면가왕》 - 종이비행기
- 2019년 Mnet 《Show Me The Money 8》 - 펀치넬로 MAGMA 피처링 (9회)
- 2020년 유튜브 《최자로드》- 게스트
- 2021년 Mnet 《고등래퍼 4》 - 특별 심사위원
- 2021년 Mnet 《Show Me The Money 10》조광일 쿠키영상 피처링 (파이널)
- 2022년 MBN 《아바타싱어》 - 스틸
- 2022년 왁타버스 《고멤가요제》- 트루러버 피처링